# Lista över järnbruk i Sverige
Lista över svenska järnbruk. I listan upptas framför allt bruk med ursprung i förindustriella hyttor för tackjärnstillverkning eller smedjor för stångjärns- eller manufaktursmide. Även vissa modernare järn- och ståltillverkare anlagda vid den industriella revolutionens inledning (kring 1850) upptas.

## Blekinge
| Namn                        | Etableringsår | Nedlagt eller övergång till annan verksamhet år | Noteringar | Socken  | Nuvarande kommun |
| --------------------------- | ------------- | ----------------------------------------------- | --- | ------- | ---------------- |
| Kockums jernverk i Kallinge | 1849          | 1991                                            | Tillverkning av bland annat stålgjutgods och tunnplåt. Även mekanisk verkstad. Ägt av familjen Kockum fram till och med 1976. Gjuteriet nedlagt 1991.    | Ronneby | Ronneby          |
| Olofström                   | 1735          | I drift                                         | Järnbruk, som blev modern järn- och stålindustri under Svenska Stålpressnings AB:s ägo 1887-1969, därefter i Volvo Personvagnars ägo. Verkstadsindustri. | Jämshög | Olofström        |

## Bohuslän
| Namn    | Etableringsår | Nedlagt eller övergång till annan verksamhet år | Noteringar                                    | Socken    | Nuvarande kommun |
| ------- | ------------- | ----------------------------------------------- | --------------------------------------------- | --------- | ---------------- |
| Kollerö | 1725          | 1893 c:a                                        | Manufakturverk med tillverkning av brännstål. | Södra Ryr | Uddevalla        |

## Dalarna
| Namn                                  | Etableringsår            | Nedlagt eller övergång till annan verksamhet år | Noteringar | Socken     | Nuvarande kommun |
| ------------------------------------- | ------------------------ | ----------------------------------------------- | --- | ---------- | ---------------- |
| Annefors                              | 1736                     | 1896                                            | Ingick i Gravendalsverken, en samling järnbruk i Säfsnäs socken. Stångjärnssmide, och från 1876 hytta. På platsen för det nedlagda bruket byggdes Fredriksbergs sulfitfabrik 1898 (senare även pappersbruk) (nedlagt 1971). | Säfsnäs    | Ludvika          |
| Avesta                                | 1636                     | I drift                                         | En hytta fanns i Avesta på medeltiden. Från 1600-talet till och med mitten av 1800-talet var Avesta främst kopparverk, med mindre ståltillverkning. Modern stålindustri från och med 1874. Den sista hyttan lades ned 1938. Avesta främsta produkt är numera av rostfritt stål. Ägare är finska Outukumpu. | Avesta     | Avesta           |
| Billsjön                              | 1644                     | 1908/1909                                       | Billsjö hytta ägdes sista åren innan nedläggningen av Skinnskattebergs bruksegare | Söderbärke | Smedjebacken     |
| Björnhyttan                           | 1654                     | 1865                                            | Björnhytte masugn kallades ursprungligen Rävåla masugn. Under 1800-talet ingick hyttan i Färna- och Bockhammars fideikommiss, men frånsåldes på 1890-talet. Hyttan blåstes ned 1865. | Grangärde  | Ludvika          |
| Björsjö                               | 1656                     | 1931                                            | Den första Billsjö hytta byggdes upp av bergsmän, ytterligare en byggdes av Malingsbo brukägare 1658. I Malingsbo, och senare Klotens ägo var Björsjö tills staten löste in egendomen vid sekelskiftet 1900. Hyttan var därefter utarrenderad. | Norrbärke  | Smedjebacken     |
| Bommarsbo                             | 1600-tal                 | 1870                                            | Bommarsbo hytta, även stavat Bomarsbo. | Norrbärke  | Smedjebacken     |
| Brattfors                             | 1500-tal, före           | 1905 c:a                                        | Bruket är troligen av medeltida ursprung. Hyttan nedlades på 1600-talet. Stångjärnstillverkningen, som fanns kvar in på början av 1900-talet, bedrevs på slutet med lancashiresmide. | Garpenberg | Hedemora         |
| Bredsjö                               | 1678 c:a                 | 1875                                            | Bredsjö hytta | Norrbärke  | Smedjebacken     |
| Bråfall                               | 1400 c:a                 | 1792                                            | Den sista hyttan exploderade 1792. Därefter flyttades verksamheten till närbelägna Ulfshyttan. | Silvberg   | Säter            |
| Dormsjö                               | 1400-tal                 | 1900                                            | Järnhantering finns dokumenterad sedan 1477. På 1600-talet fanns hammare och hytta, senare även en kopparhytta. 1782 fick Garpenbergs bruk privilegium för Dormsjö bruk, och en mekanisk verkstad anlades som var i drift till år 1900. Hyttan lades ned 1893 | Garpenberg | Hedemora         |
| Dalfors                               |                          | nedlagt                                         | | Ore        | Rättvik          |
| Davidshyttan                          |                          | nedlagt                                         | | Hedemora   | Hedemora         |
| Dräcke                                | 1538                     | 1860                                            | Dräcke ingick i Prästhytte bruk. Hyttan finns nämnd 1538, en hammare 1640. Både hammarsmidet och hyttan lades ned 1860. | Hedemora   | Hedemora         |
| Dådran                                | 1804                     | 1915                                            | Bruket har haft både hytta och hammare. Köptes upp 1878 och ingick i den samling järnbruk som kallades Ockelboverken. Verksamheten vid bruket avtog senare, för att helt avstanna då spiksmedjan lades ned 1915. | Rättvik    | Rättvik          |
| Finnbo                                | 1630                     | 1907                                            | Finnbo hytta ingick i Ferna och Bockhammars fideikommiss in på 1910-talet då egendomen frånsåldes. | Norrbärke  | Smedjebacken     |
| Flatenberg                            | 1600 c:a                 | 1918                                            | Flatenbergs hytta ägdes av bergsmän. Nedlagd 1918, och senare restaurerad. | Norrbärke  | Smedjebacken     |
| Fors                                  | 1689                     | 1925                                            | En hammare anlades av bergsmän 1689. Bruket var i Garpenbergs AB ägo från 1868, och 1882 byggs en ny hytta. Ståltillverkning enligt martinmetoden inleddes 1896. Driften vid bruken lades ned 1925, bortsett från den 1895 anlagda sulfitfabriken vilken är ursprunget till dagens kartongindustri i Stora Enso:s ägo. | Folkärna   | Avesta           |
| Fredriksberg                          | 1729                     | 1898                                            | Ingick i Säfsnäsbruken. En hammarsmedja tillkom 1729, plåthammare och stålsmedja 1769, spiksmedja 1835. Ombyggd för lancashiresmide 1848-49. | Säfsnäs    | Ludvika          |
| Furudal                               | 1709                     | 1884                                            | Bruket var ursprungligen tänkt som styckebruk. Större tillverkning kom igång på 1770-talet, och bruket blev känt för sin kättingtillverkning och mekaniska verkstad. Kättingsmidet flyttades 1884 till Ljusne bruk i Hälsingland. | Ore        | Rättvik          |
| Gessberg                              | 1663                     | 1873                                            | Gessbergs (eller Gesberg) hytta var underordnad Skinnskattebergs bruk. | Norrbärke  | Smedjebacken     |
| Gonäs                                 | 1602                     | 1926                                            | Gonäs var vid nedläggningen en av de sista bergsmanshyttorn i landet. | Grangärde  | Ludvika          |
| Gravendal                             | 1721                     | 1916                                            | Ett av Säfsnäsbruken. Bruket hade ursprungligen räckhammare för stångjärnssmide, spik- och plåtsmedja. I slutet av 1800-talet byggdes även ett valsverk. Till bruket hörde Strömsdals hytta. Efter nedläggningen revs hammarsmedjan 1930. En rekonstruktion av smedjan har senare gjorts på plats. | Säfsnäs    | Ludvika          |
| Grängshammar                          | 1400-talets senare del   | 1877                                            | Grängshyttan finns dokumenterad sedan senare delen av 1400-talet. Från 1624 fanns en hammarsmedja på platsen. Bruket i Grängshammar lades ned på 1870-talet på grund av att smideshammare utkonkurrerades av mer effektiva metoder. | Silvberg   | Säter            |
| Hagge bruk                            | 1629                     | 1910                                            | Bruket ska ha grundats 1629 av Johan Brusenhagen, men redan på 1500-talet fanns smedjor och hamrar i området. På senare år har även lämningar efter en hytta från så tidigt som 1100-talet hittats. Hagge var ett av de bruk som startade det vid den tiden moderna Smedjebackens Walsverk 1856. Driften vid bruket, som på slutet begagnade sig av lancashiresmide, upphörde 1910. Sistnämnda år såldes egendomen till Grängesbergs grufaktiebolag | Norrbärke  | Smedjebacken     |
| Horndal                               | 1650                     | 1979                                            | Järnbrukets anlades officiellt år 1650 av Isak Kock/Cronström, men både en hammare och hytta fanns där sedan tidigare (minst 1500-talet) ägda av bergsmän. Under 1800- och 1900-talen blev Horndal en modern stålindustri, men lancashiresmide fanns kvar parallellt till 1942. Den sista hyttan lades ned 1945. Bruket producerade främst handelsstål, och ägdes av Fagersta Bruks AB. Sista tiden bestod bruket av martinstålverk, götvalsverk och finvalsverk. 1972-79 utarrenderat till Boxholms AB, därefter nedlades driften. | By         | Avesta           |
| Hällsjön                              | 1639                     | 1889                                            | 1893 byggdes en kraftstation vid Hellsjö hytta av Grängesbergs konst- och jernvägsbolag.. Hyttan revs 1910. | Norrbärke  | Smedjebacken     |
| Klenshyttan                           | 1605                     | 1920                                            | Klenshyttan är en gammal bergsmanhytta, som på 1840-talet delvis hamnade i Hagge bruks ägo. Masugnen, som nybyggdes 1882, är bevarad. | Ludvika    | Ludvika          |
| Kloster                               | 1400-tal                 | 1888                                            | En hytta fanns redan under 1400-talet - "Riddarhyttan" kallad. Namnet Kloster kommer ett kloster som fanns på platsen 1477-1527. Kruttillverkning 1741-1870-tal. Plåtvalsverk från 1801. Bruket nedlades 1888, och driften flyttades till den moderna stålindustrin Klosterverken i Långshyttan. | Husby      | Hedemora         |
| Korsån                                | 1841                     | 1930                                            | Korsån eller Korså bruk var Bergslagets/Stora Kopparbergs Bergslags stångjärnssmedja, med lancashiresmide som smidesmetod. Vid bruket tillverkades ett välkänt ämnesjärn till fjäderstål, sålt under namnet "Diamond Brand" i Storbritannien. Efter nedläggningen revs smedjan, men de stora vattenhjulen bevarades liksom de vattendrivna hamrarna. | Sundborn   | Falun            |
| Larsbo                                | 1500-tal                 | 1907                                            | Bruket hade ursprung i en av bergsmän ägda hytta (känd sedan 1539) och hammare, men kom att vara i brukspatroners ägo från och med 1640-talet. Till följd av uppbyggnaden av ett modernt järnverk i Vikmanshyttan lade ägarna ned bruket 1907. | Söderbärke | Smedjebacken     |
| Laxsjön                               | 1500-tal                 | 1877                                            | Laxsjö hytta finns skriftligt belagd 1579. 1626 anlades en ny bergsbergsmanshytta, vilken på 1800-talet kom i Forsbacka och Limå bruksägares ägo. | Grangärde  | Ludvika          |
| Lexsjöbo                              |                          | nedlagt                                         | | Söderbärke | Smedjebacken     |
| Limå                                  | 1804                     | 1878                                            | Hyttan nedlades 1872, och 1878 smidet. | Siljansnäs | Leksand          |
| Ludvika                               | 1550 c:a                 | 1920                                            | Bruket anlades som kronobruk av Gustav Vasa. | Ludvika    | Ludvika          |
| Lågfors                               | 1500-tal                 | 1860                                            | Hyttan försvann redan på 1650-talet. Den sista hammarsmedjan lades ned 1860. | Hedemora   | Hedemora         |
| Långshyttan                           | 1400-tal                 | I drift                                         | En hytta ägda av bergsmän fanns troligen redan på 1400-talet. Senare tillkom även flera hammarsmedjor, och på 1850-talet kom Långshyttan i Klosters bruk ägo. Därefter byggdes en modern stålindustri upp; Klosterverken - från 1927 i Fagersta Bruks AB:s ägo. Den sista hyttan lades ned 1948, och ståltillverkningen upphörde 1971. Den kvarvarande verksamheten, kallvalsade rostfria band samt valstråd och band i snabbstål, tillverkas av Outokumpu Stainless respektive Erasteel Kloster. | Husby      | Hedemora         |
| Malingsbo                             | 1624 c:a                 | 1891                                            | En hytta och hammare anlades av bergsmän. Något senare anlades även en hammare av bruksägare Marcus Kocks, och hela bruket kom i hans ägo senare. Bruket var sedan i olika bruksägares ägo, och blev ståndsmässigt bebyggt med den herrgård som ännu finns kvar. Sista delen av bruket som lades ned var spiksmedjan 1891. | Malingsbo  | Smedjebacken     |
| Matsbo                                | 1644                     | 1907                                            | Matsbo hytta, en mulltimmerhytta, är bevarad som ruin. | Norrbärke  | Smedjebacken     |
| Noraå                                 | 1803                     | 1869                                            | Lämningar efter stångjärnbruket, som anlades av landshövdingen John Magnus af Nordin, finns ännu | Stora Tuna | Borlänge         |
| Norhyttan                             | 1642                     | 1909                                            | Norhyttan anlades av bergsmän. Senare köpte Ludvika och Säfsnäsbrukens ägare andelar av hyttan. | Grangärde  | Ludvika          |
| Norn                                  | 1628                     | 1916                                            | Bruket kom på 1700-talet i familjen Söderhielms ägo. Det bestod då av hytta samt tre hammare. 1874 såldes Norn till nybildades Larsbo-Norns AB. Smidet nedlades 1899, och hyttan 1916, då hyttdriften koncentrerades till järnverket i Vikmanshyttan. Hammarsmedja och hytta finns kvar, och vårdas som industriminnen. | Hedemora   | Hedemora         |
| Nyfors                                | 1600-tal                 | 1899                                            | Nyfors smedja ägdes av Malingsbo bruksägare, senare Klotens AB. Smedjan nedlagd samma år staten köpte egendomen. | Malingsbo  | Smedjebacken     |
| Nyhammar                              | 1600-tal                 | I drift                                         | En hytta, "Abäckshyttan", och en hammare ägdes av ett antal bergsmän på 1680-talet. Dessa hade olika ägare, men förenades i början av 1800-talet under en ägare. Vid mitten av 1850-talet var Nyhammars ägare en av stiftarna till den moderna stålindustrin Smedjebackens Walsverk. Även Nyhammar rustades till ett för tiden modernt järnbruk med valsverk och ståltillverkning enligt bessemerprocessen. Smedjan lades ned 1916, och hyttan 1927. Därefter har företaget övergått till verkstadsindustriell karaktär och tillverkar numera kvarnar och anrikningsmaskiner för stål- och metallindustrin.                                                                   | Grangärde  | Ludvika          |
| Näs                                   |                          | 1953                                            | Näs bruk ägdes av närliggande Horndals järnverk, och de båda ingick från 1920-talet i Fagersta Bruks AB. Vid Näs fanns en hytta, och på 1880-tal tillkom även tråd- och finvalsverk på 1880-talet. Verksamheten nedlades 1953, då driften koncentrerades till Horndal. | By         | Avesta           |
| Prästhyttan                           | 1400-tal                 | 1800-tal                                        | En hytta fanns redan 1461, då platsen benämns praestahytthone. Hyttan försvann dock i slutet av 1500-talet eller början av 1600-talet. Därefter fanns en hammarsmedja på platsen som försvann under 1800-talet (före 1890). | Hedemora   | Hedemora         |
| Risshyttan                            | 1590 c:a                 | nedlagt                                         | benämns även "Rishyttan". | Silvberg   | Säter            |
| Rämshyttan                            | 1600-tal                 | 1903                                            | Hytta och hammare finns omnämnda sedan 1640-talet. Hyttan nedlades 1903. | Stora Tuna | Borlänge         |
| Rävåla                                | 1634                     | 1865                                            | Rävåla hytta. | Grangärde  | Ludvika          |
| Rörshyttan                            | 1500-tal                 | 1800-tal, mitten                                | Hyttan lades ned 1818, medan hammaren ska ha varit i drift in till mitten av 1800-talet. Ruiner efter dessa finns kvar. | Husby      | Hedemora         |
| Saxehammar                            | 1500-tal, början         | 1907                                            | "Saxe hytta" finns skriftligt belagd 1540, och 1562 anlades även en hammare. Från 1600-talet i bruksägaren Marcus Kocks ägo, och därefter bland annat familjen Tersmeden. Hyttan lades ned på 1870-talet, då driften koncentrerades till ägarbolagets Larsbo-Norns AB:s andra hyttor i Norn och Vikmanshyttan. Hammarsmedjan, som hade lancashiresmide den sista tiden, lades ned 1907. | Söderbärke | Smedjebacken     |
| Saxhyttan                             | 1633                     | 1856                                            | Hyttan finns kvar som ruin. | Grangärde  | Ludvika          |
| Siljansfors                           | 1740                     | 1876                                            | Bruket fick privilegier redan 1738, men hyttan togs inte i drift förrän två år senare, samtidigt som stångjärnshammaren. Senare tillkom två hammare vardera för knippsmide och plåtsmide. I följande ordning bedrevs franche-comté-smide, lancashiresmide och slutligen tillverkades stål enligt bessemerprocessen innan bruket nedlades 1878 efter en konkurs två år tidigare. | Mora       | Mora             |
| Silvhytteå                            | 1787/1600-tal            | 1875 c:a                                        | På 1600-talet fanns både krutbruk och silverhytta, därav namnet. Hytta för järnmalm tillkom 1787 då Stjärnsunds hytta flyttades till platsen. Hyttan lades ned 1875, men en hammarsmedja kan ha varit i drift ytterligare några år. | Husby      | Hedemora         |
| Skisshyttan                           | 1600-tal, början         | 1922                                            | | Norrbärke  | Smedjebacken     |
| Smedjebackens valsverk i Smedjebacken | 1856                     | I drift                                         | Smedjebackens Walsverk anlades gemensamt av bruksägarna vid Hagge, Grängshammar och Nyhammar, vilka inte hade råd att själva investera i egna valsverk. På platsen fanns då sedan tidigare Västansjö hytta och By smedja, vilka ägdes av bergsmän. 1897 tillkom ett första stålverk, enligt martinmetiden. Smedjebackens valsverk producerar numera handelsstål av mindre dimensioner, ägare Ovako. | Norrbärke  | Smedjebacken     |
| Snöån                                 | 1598                     | 1886                                            | Även kallad Snöå hytta | Norrbärke  | Smedjebacken     |
| Starbo                                | 1600-tal, början         | 1918                                            | Ägare till hyttan var vid 1900-talets början samma som till Skisshyttan. | Norrbärke  | Smedjebacken     |
| Stimmerbo                             | 1500-tal                 | 1873                                            | Stimmerbo bergsmanshytta ombyggdes efter nedläggningen till kalkugn, och finns ännu bevarad. | Norrbärke  | Smedjebacken     |
| Stjärnsund                            | 1500-tal, mitten         | 1942                                            | Sunds hytta anlades i mitten av 1500-talet, och hammaren vid 1500-talets slut. Hyttan flyttades på 1790-talet till Silvhytteå. Bruket blev känt genom det år 1700 inrättade manufakturverket där Christopher Polhem konstruerade för sin tid avancerade tekniska konstruktioner. Senare under 1800-talet i Klosters bruk ägo tillsammans med järnverket Klosterverken, och därigenom i Fagersta Bruks AB 1927. Driften nedlades då valsverken flyttades till Långshyttan 1942. | Husby      | Hedemora         |
| Strömsdal                             | 1727                     | 1909/1920                                       | Hyttan tillhörde Gravendals bruk, och Gravendalsverken, och lades ned 1909. En verkstad och ett gjuteri fanns kvar fram till 1920, då verksamheten flyttades till Gravendal. | Säfsnäs    | Ludvika          |
| Sunnansjö bruk                        | 1500-tal                 | 1884                                            | En hytta finns omnämnd 1562, och 1624 nämns även en stångjärnshammare. Driften vid hyttan, och smedjorna som då begagnade sig av franche-comté-smide och lancashiresmide upphörde 1882-1884. | Grangärde  | Ludvika          |
| Svartnäs                              | 1735                     | 1889                                            | Bruket anlades som Bergslagets/Stora Kopparbergs Bergslags AB:s första järnbruk, med privilegier för masugn, stångjärns- och knipphammare. Lancashiresmide infördes 1849, bessemerprocessen 1871 men nedlades 1877. Hyttan lades ned 1889. | Svärdsjö   | Falun            |
| Turbo                                 | 1600-tal, början av      | 1889                                            | En hytta fanns 1612, men lades ned redan omkring 1666. En stångjärnshammare tillkom 1629 som ersättning för en tidigare kopparhammare. Smidet nedlades 1889, och ersattes av sulfitfabrik i Larsbo-Norns AB:s regi. Sulfitfabriken nedlades 1971 | Hedemora   | Hedemora         |
| Tyfors                                | 1790                     | 1882                                            | Efter att smidet lagts ned byggdes en trämassefabrik 1888, vilken lades ned ca 1917. | Säfsnäs    | Ludvika          |
| Ulriksberg                            | 1735                     | 1876                                            | Ingick i Gravendalsverken. Hyttan i Ulriksberg flyttades 1876 till Annefors. | Säfsnäs    | Ludvika          |
| Ulvshyttan                            | 1600-tal                 | 1937                                            | Enligt en ej källbelagd sägen ska den första hyttan byggts på 1500-talet av finnen Oluf. Hammarsmedja har funnits fram till 1720-talet. En ny hytta byggdes vid Ulvshyttan efter att den vid Bråfall exploderat 1792. Fram till slutet av 1800-talet ägdes Ulvshyttan av Grängshammars bruk, men bildade 1887 eget bolag. Masugnen, som ett tag även hade bessemerverk, nybyggdes 1889 och nedlades 1937 sedan Wikmanshytte Bruks AB köpt bolaget. Ett sintringsverk var i drift ytterligare ett par år. Mellan 1956 och 1968 fanns en mindre del av stålverket i Vikmanshyttans verksamhet utlokaliserat till Ulvshyttan. Hyttan finns kvar, sedan 1970-talet dock som ruin. | Silvberg   | Säter            |
| Vad                                   | 1500-tal, eller tidigare | 1875/1886                                       | En hytta omnämns 1539, men nedlades i början av 1700-talet. En hammarsmedja, som anlades på 1620-talet, fanns kvar till och med 1875 eller 1886. | Söderbärke | Smedjebacken     |
| Vikmanshyttan                         | 1500-tal, eller tidigare | I drift                                         | En hytta omnämns 1538. Tre stycken hammarsmedjor anlades 1593. Bruket kom i familjen Angersteins ägo 1675, familjen Ulff från 1828. En framgångsrik specialprodukt i form av degelstål inleddes 1860. Bruket övertogs av Larsbo Norns AB 1875 och 1922 av Wikmanshytte Bruks AB. Vid den tiden var Vikmanshyttan en modern stålindustri, som inriktade sig på specialstål. Sista hyttan lades ned 1954. 1966 övertogs ägandet av Stora Kopparbergs Bergslags AB, som började göra vissa nedskärningar. 1977 lades större delen av verksamheten. Kallvalsverket är dock fortfarande i drift, numera i Erasteel Klosters ägo.                                                   | Hedemora   | Hedemora         |
| Västansjö                             | 1631                     | 1885                                            | Hyttan (som är ruin) anses av Länsstyrelsen i Dalarnas län vara den äldsta bevarade mulltimmerhyttan i Västerbergslagen. | Grangärde  | Ludvika          |
| Västerby                              | 1625                     | 1938                                            | En första hytta uppfördes 1625. Den brann sedan flera gånger, och återuppbyggdes inte efter sista branden 1938. | Söderbärke | Smedjebacken     |
| Åg                                    | 1827                     | 1927                                            | Ågs hytta anlades av Bergslaget/Stora Kopparbergs Bergslags AB, i vars ägo den var tills den lades ned. Hyttan är bevarad som industrihistoriskt minnesmärke. | Svärdsjö   | Falun            |

## Dalsland
| Namn             | Etableringsår | Nedlagt eller övergång till annan verksamhet år | Noteringar | Socken    | Nuvarande kommun |
| ---------------- | ------------- | ----------------------------------------------- | --- | --------- | ---------------- |
| Billingsfors     | 1738          | 1882                                            | Bruksförvaltere Nils Koch fick privilegier på smedja och manufakturverk. En masugn tillkom 1832. Järnbruket nedlades 1882, och 1884 startades istället den pappersmasseindustri som numera drivs i Munksjö AB:s regi. | Steneby   | Bengtsfors       |
| Bäckefors        | 1767          | nedlagt                                         | Leonard Magnus Uggla fick privilegier för hammarsmide 1767. Bäckefors är känt för att som första järnbruk i Sverige 1829 introducerat den nya lancashiremetoden för framställning av stål. | Bäcke     | Bengtsfors       |
| Lisefors         | 1795          | 1880 c:a                                        | Bruksägaren Christoffer Sahlin anlade bruket som manufakturverk med knipphammare, spikhammare och valsverk. 1848 tillkom en stångjärnshammare, och 1863 en masugn. Efter brukets nedläggning etablerades ett trämasse- och pappersbruk, som sedan var i drift till 1960-talets slut. Viss tillverkning i mindre skala skedde emellertid fram till 1978. | Fröskog   | Åmål             |
| Gustavsfors bruk | 1747          | 1872 c:a                                        | Bruket anlades av bruksägaren Nils Koch som manufakturverk, och kallades då Hallefors. Efter att järnbruket lades ned startades en trämassefabrik i dess ställe, senare även pappersbruk. Bruket nedlades 1946. | Torrskog  | Bengtsfors       |
| Håvreström       | 1830 c:a      | 1800-tal, slutet av                             | Håfvreströms bruk i Håverud anlades som manufakturverk 1830 eller 1832. På platsen för det tidigare järnbruket byggdes 1880 en trämassefabrik, och senare pappersbruk. Håfvreströms pappersbruk i Åsensbruk lades ned 2009. | Skållerud | Mellerud         |
| Liljenbergsfors  | 1764          | 1800-talet, slutet av                           | Liljenbergsfors manufakturverk vid Vågsäter anlades av Arvid Bernhard Virgin. Även stångjärnssmide. Bruket i familjen Kochs ägo 1782 - c:a 1880, därefter i Munkedals bruks ägo. | Valbo-Ryr | Munkedal         |
| Rådanefors       | 1732          | 1895                                            | Anlades av bruksägare Jöns Koch för stångjärnssmide Verksamheten kom sedan fram till nedläggningen 1895 att omfatta bland annat lancashiresmide, gjuteri, hästskosöm och tillverkning av järnvägsvagnar.. | Ödeborg   | Färgelanda       |
| Upperud          | 1674          | 1871                                            | Bruket anlades av rådmannen Paul Rokes för stångjärntillverkning, från 1812 manufakturverk. Lancashiresmide från 1830. Efter nedläggningen fanns en trämassefabrik från 1885 till och med 1959. | Skållerud | Mellerud         |
| Öxnäs            | 1730 c:a      | 1867                                            | Var det första dalsländska manufakturverket, smidde bland annat knippjärn, spik och plåt. Sista åren endast stångjärnssmide. | Ödeborg   | Färgelanda       |

## Gotland
- Lummelunds bruk

## Gästrikland
- Axmar bruk
- Brattfors
- Forsbacka bruk
- Gammelstilla
- Gysinge
- Hammarby
- Hillevik
- Hofors
- Högbo
- Jädraås
- Mackmyra
- Oslättfors
- Tolvfors
- Vi
- Vifors
- Viksjö
- Åbron
- Åmot

## Halland
- Rydöbruk

## Hälsingland
- Andersfors
- Annefors
- Franshammar
- Gnarp
- Gullgruva
- Hedvigsfors
- Hällbo
- Iggesund
- Katrineberg
- Kilafors bruk
- Långvind
- Maråkers bruk
- Moviken
- Nianfors
- Sparrefors
- Strömbacka
- Strömsbruk
- Sunnäs
- Svabensverk
- Sörljusne
- Tönshammar
- Voxna bruk
- Österbo

## Härjedalen
- Ljusnedals bruk

## Jämtland
- Rönnöfors
- Åflohammar

## Lappland
- Masugnsbyn

## Medelpad
| Namn                        | Etableringsår | Nedlagt eller övergång till annan verksamhet år | Noteringar | Socken                                                | Nuvarande kommun |
| --------------------------- | ------------- | ----------------------------------------------- | --- | ----------------------------------------------------- | ---------------- |
| Galtström                   | 1673          | 1913                                            | Bruket anlades 1673 av Magnus Blix och var det första järnbruket i Medelpad. Bruksmiljön är till stora delar bevarad. I slutet av 1800-talet var detta Medelpads största industrianläggning. 333 personer fördelade på 84 hushåll bodde vid bruket 1870. Järnbruket lades ner 17 januari 1916 och sågen stängde 1919. | Njurunda                                              | Sundsvall        |
| Gryttjen                    |               | 1880-talet                                      | | Attmar                                                | Sundsvall        |
| Johannesfors (Johannisfors) | 1849          | 1877                                            | | Attmar                                                | Sundsvall        |
| Lagfors                     | 1685          | 1878                                            | | Ljustorp                                              | Timrå            |
| Långskog                    | 1780          | 1877                                            | | Attmar                                                | Sundsvall        |
| Lögdö                       | 1685          | 1878                                            | | Hässjö (masugnar), Timrå (herrgård, kvarnar, hammare) | Timrå            |
| Matfors                     | 1833          | 1919                                            | | Tuna                                                  | Sundsvall        |
| Norafors                    | 1795          | 1878                                            | | Sättna                                                | Sundsvall        |
| Nedansjö                    | 1873          | 1873                                            | Bruket anlades 1873 som järnbruk men på grund av konjunkturläget och ändrad älvreglering kom verket aldrig i bruk. Järnbruket byggdes istället om till ett träsliperi. | Stöde                                                 | Sundsvall        |
| Sulå                        | 1795          | 1869                                            | | Sättna                                                | Sundsvall        |
| Sörfors                     | 1767          | 1895                                            | | Attmar                                                | Sundsvall        |
| Torpshammar                 | 1803          | 1883                                            | | Torpshammar                                           | Ånge             |
| Västanå                     | 1744          | 1867                                            | | Ljustorp                                              | Timrå            |
| Åvike                       | 1686          | 1884 (masugn), 1901 (smide)                     | | Hässjö                                                | Timrå            |

## Norrbotten
- Alters bruk
- Avafors
- Kengis bruk
- Melderstein
- Palokorva masugn
- Rosfors bruk
- Selets bruk
- Svanstein
- Tornefors masugn
- Törefors bruk

## Närke
- Algrena bruk
- Aspa bruk
- Axbergshammar
- Brevens bruk
- Gammelbo
- Garphyttan
- Haddebo
- Hasselfors
- Igelbäckens masugn
- Klunkhyttan
- Kårberg
- Laxå
- Mullhyttan
- Röfors
- Rönneshytta
- Skogaholm
- Skyllberg
- Svartå
- Villingsberg
- Ölsboda
- Öskevik

## Småland
- Alsterfors
- Ankarsrum
- Braås
- Bruzaholm
- Böksholm
- Delary
- Ed
- Flerohopp
- Flygsfors
- Fågelfors
- Gunnebo
- Hok
- Huseby
- Hörle
- Klavreström
- Lessebo
- Månsarp
- Nissafors
- Ohs bruk
- Orrefors
- Pauliström
- Ryfors bruk
- Storebro
- Sävsjöström
- Timsfors
- Torps bruk
- Toverum
- Åminne
- Örmo Bruk
- Överum

## Södermanland
- Björndammens masugn
- Forssjö bruk
- Garpströms bruk
- Hällefors/Hälleforsnäs
- Högsjö
- Jäders bruk
- Länna
- Nyby bruk
- Nykvarn
- Nävekvarns styckebruk
- Skeppsta
- Stavsjö
- Stålboga
- Åkers Styckebruk
- Ålberga bruk
- Öllösa bruk

## Uppland
- Beateberg
- Bennebol
- Berkinge
- Edsbro
- Forsmark
- Gimo
- Harg
- Harnäs
- Herräng
- Hillebola
- Johannisfors
- Karlholm
- Kung Oscarshyttan
- Länna
- Lövsta
- Molnebo bruk
- Ortala
- Ramsjö
- Ransta
- Rånäs
- Skattmansö
- Skebo
- Strömsberg
- Söderfors
- Tobo
- Ullfors
- Vattholma
- Viby
- Vira
- Vällnora
- Västlands bruk
- Älvkarleö
- Åkerby
- Österby/Österbybruk
- Överbo

## Värmland
- Ackkärr
- Adolfsfors
- Alkvettern
- Alstrum
- Asphyttan
- Bada bruk i Bada
- Bergskalhyttan
- Bjurbäcken
- Björneborg
- Bolhyttan
- Borgvik
- Bornshyttan
- Bosjö bruk
- Brattfors
- Bro (Kristinehamn)
- Brunsberg
- Bäckhammar
- Bolhyttan
- Charlottenbergs bruk
- Degerfors järnverk
- Dalkarlssjöhyttan
- Dömle bruk
- Edsvalla
- Emilsdal
- Finshyttan
- Fogdhyttan
- Forshyttan
- Fredros
- Föskefors
- Gammalkroppa
- Geijersholm
- Glasfors
- Granbergsdal
- Gåsborn
- Halgå
- Hedenskog
- Hennickehammar
- Herrhultshyttan
- Horrsjön
- Hättälven
- Jonsbol
- Karlsdal
- Konradsfors
- Kortfors
- Krontorp
- Kytthyttan
- Kålsäter
- Lennartsfors
- Lesjöfors
- Letafors
- Likanå
- Liljendal
- Lillfors
- Lyred
- Långbanshyttan
- Mitandersfors
- Moriansfors
- Motjärnshyttan
- Munkfors
- Mögsjöhyttan
- Mölnbacka
- Nordmarkshyttan
- Nordsjöbruket
- Nyhyttan
- Nykroppa
- Ransäter
- Rexed
- Rämmen
- Saxåhyttan
- Skarphyttan
- Skillingsfors
- Skåltjärn
- Stjälpet
- Stjärnsfors
- Storbrohyttan
- Storfors
- Stömne
- Stöpafors
- Stöpsjöhyttan
- Sunnemohyttan
- Svartå
- Sälboda
- Torsby
- Torskebäckshyttan
- Töcksfors
- Uddeholm
- Vikhyttan
- Vägsjöfors
- Yngshyttan
- Åskaghyttan
- Älvsbro
- Älvsjöhyttan

## Västerbotten
- Bygdsiljum
- Robertsfors
- Sävar
- Johannisfors
- Hörnefors

## Västergötland
- Forsvik
- Tidaholm

## Västmanland
- Andersbenning
- Baggå
- Bernshammar
- Bockhammar
- Bohr
- Borgfors
- Bredsjö
- Bångbro
- Dalkarlshyttan
- Engelsberg
- Fagersta
- Frövifors
- Färna
- Gisslarbo
- Grythyttan
- Guldsmedshyttan
- Gusselhyttan
- Hedhammar
- Hjulsjö
- Hällefors
- Högfors, Ljusnarsbergs kommun
- Högfors, Norbergs kommun
- Hörken
- Jäders bruk
- Jönsarbo
- Karmansbo
- Karmansbo hytta i Köping
- Kedjebo
- Killinghammar
- Kloten
- Kolsva
- Landforsen
- Lapphyttan
- Lienshyttan
- Lindesby
- Löa hytta
- Molnebo
- Pershyttan
- Ramnäs
- Ramsberg
- Riddarhyttan
- Rockhammar
- Rosshyttan
- Seglingsberg
- Semla
- Sikfors
- Skinnskatteberg
- Skrikarhyttan
- Spännarhyttan
- Stjärnfors
- Ställdalen
- Surahammars Bruk
- Svanå
- Trummelsberg
- Trångforsområdet, Hallstahammar
- Uttersberg
- Vedevåg
- Virsbo
- Västanfors
- Örbäck
- Öskeforshyttan
- Östanfors
- Österhammar

## Ångermanland
- Björkå
- Bollstabruk
- Forsse
- Gideå bruk
- Graninge bruk
- Gålsjö
- Olofsfors
- Sollefteå
- Utansjö
- Åvike

## Östergötland
- Borggård
- Boxholm
- De Geersfors
- Finspång
- Folkström
- Godegård
- Graversfors
- Grytgöl
- Hults bruk
- Hävla
- Hättorp
- Karlström
- Kvarn
- Ljusfallshammar
- Lotorp
- Sonstorp
- Ysunda